# 蒙古国际大学
蒙古国际大学（英語：Mongolia International University，MIU）是一个坐落于蒙古国乌兰巴托市，经由蒙古国教育部认可并全外资支持的私立大学。MIU的所有课程均为英语授课。

## 历史
2001年11月，蒙古国际大学基金委员会在蒙古國時任总统那楚克·巴嘎班迪的批准同意下建立了一所国际大学。2002年，蒙古国际大学正式开学，当时有学生一百余人，Dong Yeon Won博士任校长。
2006年，蒙古国际大学举行了首届本科生毕业典礼（27位国际商务管理专业毕业生和8位信息技术专业毕业生）。同年，Oh Moon Kwon博士任第二任校长，Dong Yeon Won博士任荣誉校长。

## 专业
本科学位：
- 国际商务管理 (IM)
- 信息技术（IT）
- 生物技术和食品科学 （BT）
- 英语教育（EE）
- 时尚设计（FD）

硕士学位：
- 对说其他语言人的英语教学 (TESOL)

此外，蒙古国际大学语言教育学院开设语言课程。语言教育学院（LEI），蒙古语言和文化中心，PaiChai韩国语学校为学生开设极具竞争优势的英语，蒙古语和韩国语课程。

## 校园
蒙古国际大学具有来自于七个国家（俄罗斯，中国，韩国，阿富汗，尼日利亚等）六百余名学生的多文化校园。国际学生占总人数的30%。

## 研究
- 资源和能力研究所
- 亚洲生物资源研究中心
- 艺术研究中心（ARC）
- 成吉思汗领导力中心

## 链接
- 官方网站  （页面存档备份，存于）

47°54′50″N 106°58′28″E / 47.9138°N 106.9744°E